# Exoplectra
Genre
Exoplectra est un genre d'insectes coléoptères de la famille des coccinelles et de la sous-famille des Coccidulinae.

## Systématique
Le genre Exoplectra a été créé en 1844 par l'entomologiste français Auguste Chevrolat (1799-1884).

## Liste d'espèces
Selon BioLib (16 mai 2025) :
- Exoplectra amazonica Crotch, 1874
- Exoplectra angustifrons Weise, 1895
- Exoplectra batesii Crotch, 1874
- Exoplectra bimaculata Costa, Almeida & Corrêa, 2008
- Exoplectra brasiliensis Nunenmacher, 1912
- Exoplectra calcarata (Germar, 1824)
- Exoplectra coccinea (Fabricius, 1801)
- Exoplectra columba Costa, Almeida & Corrêa, 2008
- Exoplectra companyoi Mulsant, 1850
- Exoplectra dubia Crotch, 1874
- Exoplectra heydeni Mulsant, 1850
- Exoplectra metallescens Mulsant, 1850
- Exoplectra miniata (Germar, 1824)
- Exoplectra misahualli Szawaryn & Czerwiński, 2022
- Exoplectra santaremae Crotch, 1874

Selon ITIS (16 mai 2025) :
- Exoplectra schaefferi Gordon, 1985